# Oghenekaro Etebo
Oghenekaro Peter Etebo (Lagos, Nigèria, 9 de novembre de 1995) és un futbolista nigerià que juga a l'Stoke City i a la selecció nacional en la posició de migcampista.